# آبشار ورمیلیون
آبشار ورمیلیون (به انگلیسی: Vermillion Falls) آبشاری است که در مینه‌سوتا واقع شده و ارتفاع کلی ریزشگاه آن ۳۷ متر است.

## نگارخانه

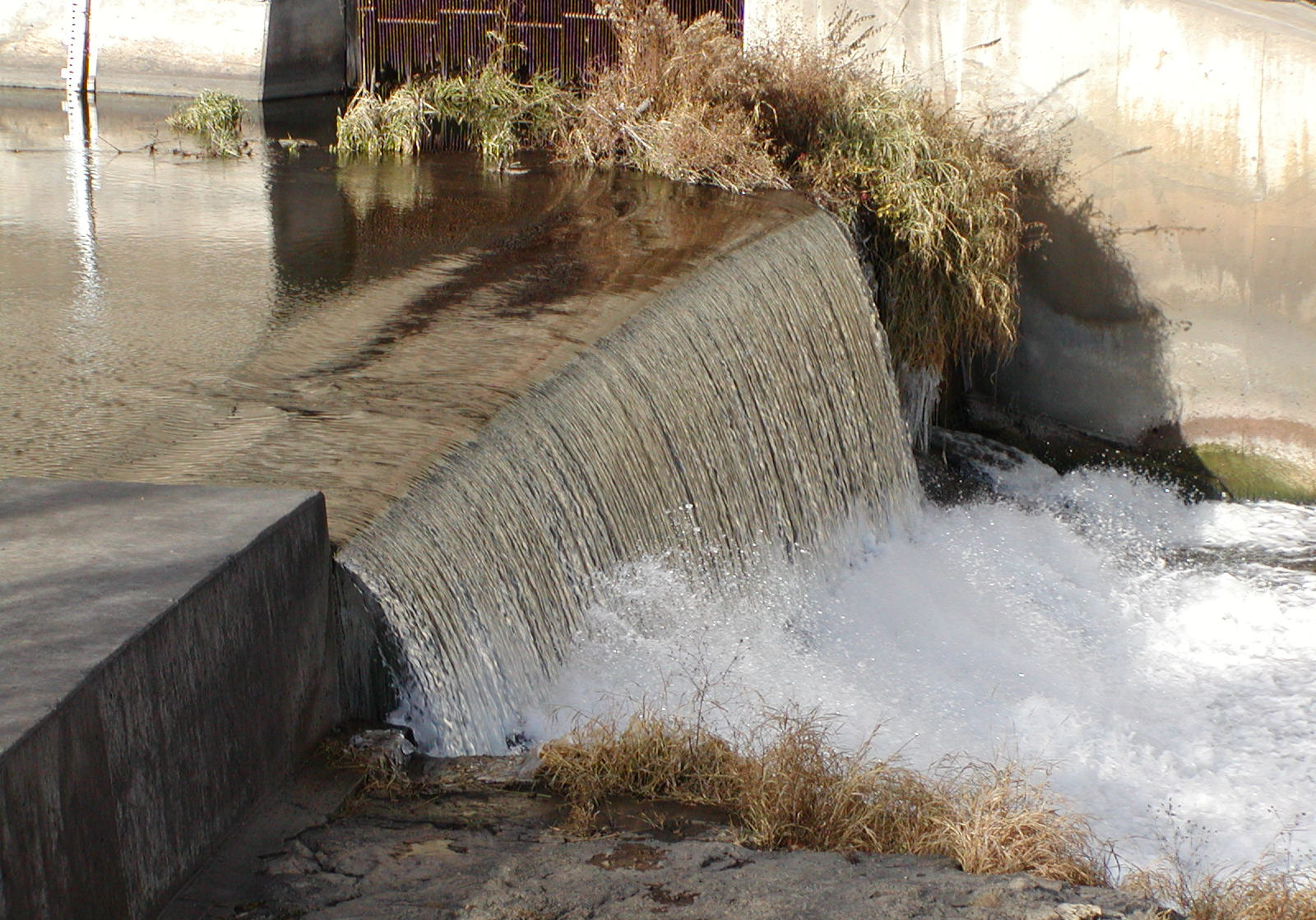
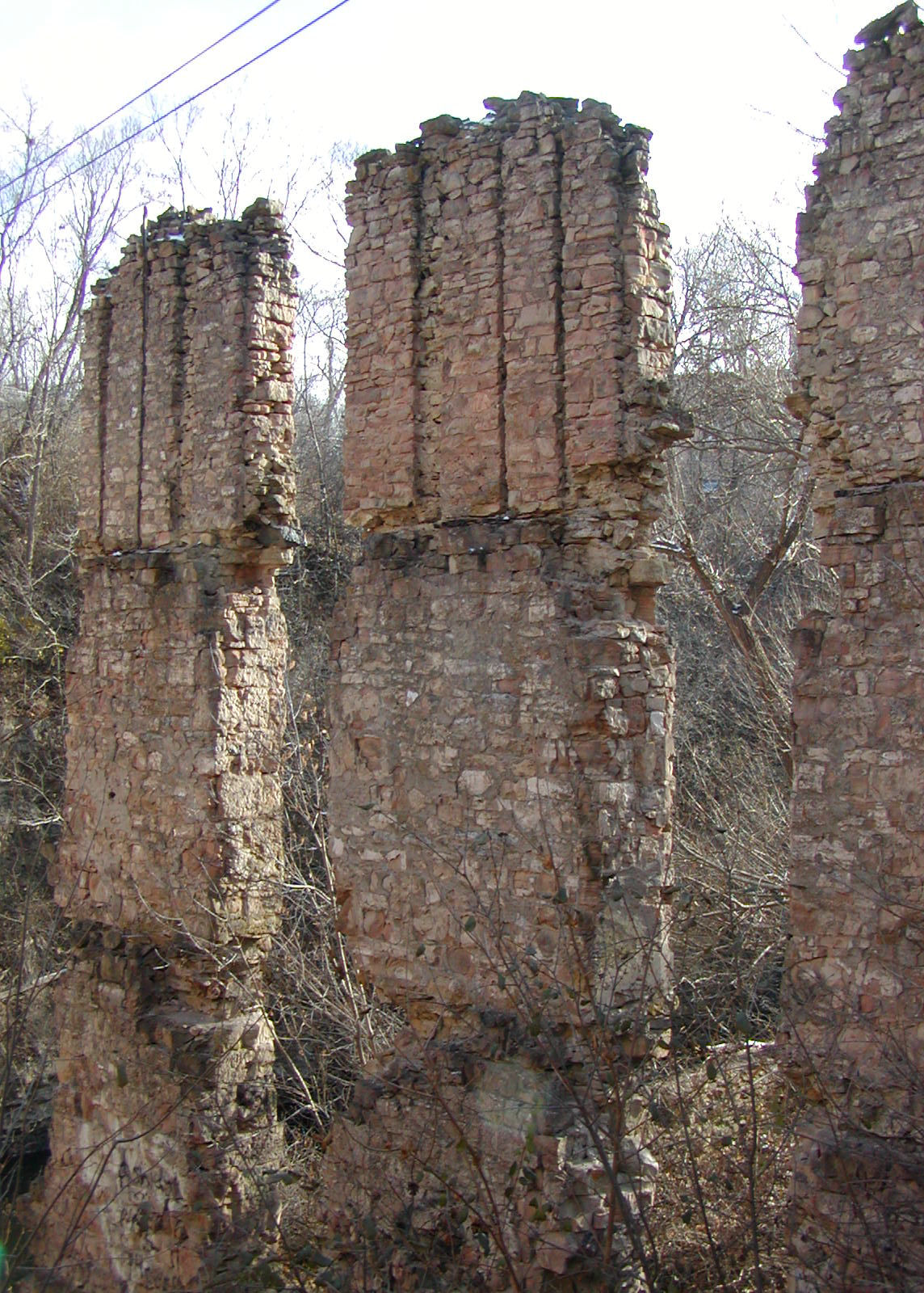